# Ботило
Ботило — деревня в Череповецком районе Вологодской области.
Входит в состав Абакановского сельского поселения, с точки зрения административно-территориального деления — в Абакановский сельсовет.
Расстояние по автодороге до районного центра Череповца — 32 км, до центра муниципального образования Абаканово — 10 км. Ближайшие населённые пункты — Шухободь, Ганино, Кораблево, Ладыгино.
По переписи 2002 года население — 13 человек.